# Andy Heyward
Andrew B. "Andy" Heyward (nacido el 19 de febrero de 1949) es el expresidente y director ejecutivo de DiC Entertainment (ahora parte de DHX Media), una productora de animación. Actualmente[¿cuándo?] es el director ejecutivo de Genius Brands International.

## Primeros años
Heyward nació en la Ciudad de Nueva York, Nueva York, hijo de Sylvia (de soltera Block) y Louis M. "Deke" Heyward, quién fue vicepresidente  de desarrollo en compañías de entretenimiento líderes como Fourt Stars International, y Barry & Enright Productions, así como vicepresidente sénior del estudio de animación Hanna-Barbera.

## Vida profesional
El inicio de Andy Heyward fue como asistente de Joe Barbera de Hanna-Barbera en las Olimpiadas All-Star Laff de Yogi. En 1986, Heyward y otros inversores compraron las empresas DIC del Grupo RTL de propiedad de Bertelsmann.  Finalmente Heyward vendió una participación mayoritaria en DIC Capital Cities/ABC en 1993. En 2000, con dos empresas de capital de riesgo, Heyward volvió a comprar DIC Enterprises.El 20 de junio de 2008, Heyward anunció que vendía DIC Entertainment a Cookie Jar Group.
En 2009, fundó A Squared Entertainment (A2). En 2013, la compañía se fusionó con Genius Brands para formar Genius Brands International, con Heyward como director ejecutivo.